# ابن الحصين
أبو القاسم هبة الله بن محمد بن عبد الواحد بن أحمد بن العباس بن الحصين الشيباني، الهمذاني الأصل، البغدادي، (4 ربيع الأول 432 هـ - 14 شوال 525 هـ) محدث وأحد رواة مسند أحمد من طريق ابن المذهَّب عن أبي بكر القطيعي.

## سيرته
ولد في 4 ربيع الأول، سنة 432 هـ. وتفرد برواية مسند أحمد، حيث أن الرواية الأشهر للمسند هي رواية ابنِ الحُصَيْن عن أبو علي بن المُذْهِب، عن القطيعي، عن عبد الله بن أحمد، عن أحمد بن حنبل، كما جاء في أول رواية المسند قال حنبل بن عبد الله المكبِّر:
| ابن الحصين | أخبرنا الشيخ أبو القاسم هبة الله بن محمد عبد الواحد بن أحمد بن الحصين الشيباني قراءة عليه وأنا أسمع فأقر به، قال أخبرني أبو علي الحسن بن علي بن محمد التميمي الواعظ ويعرف بابن المذهب قراءة من أصل سماعه، قال أخبرنا أبو بكر أحمد بن جعفر بن حمدان بن مالك القطيعي قراءة عليه، قال ثنا أبو عبد الرحمن عبد الله بن أحمد بن محمد بن حنبل رضي الله عنهم، قال حدثني أبي أحمد بن محمد بن حنبل. | ابن الحصين |

كما سمع فوائد أبي بكر الشافعي المشهورة بالغيلانيات، وباليشكريات، وسماعه لكثير من المسند كان في سنة ست وثلاثين، كذلك بينه ابن المذهب في (الثبت) لابن الحصين، فقال: سمع مني الكتاب في سنتي ست وسبع وثلاثين. وهو في الخامسة من عمره. وأملى عدة مجالس، وتكاثر عليه الطلبة. توفي في 14 شوال، سنة 525 هـ. ودفن يوم الجمعة، بباب حرب، في ثالث يوم من وفاته.

## روايته للحديث
- سمع في سنة 437 هـ من: أبي طالب بن غيلان، وأبي علي بن المذهب، وأبي محمد بن المقتدر، وأبي القاسم التنوخي، والقاضي أبي الطيب الطبري، وطائفة.[4]
- حدث عنه: ابن ناصر، والسلفي، وأبو العلاء العطار، وأبو موسى المديني، وأبو الفتح بن المني الفقيه، وقاضي بغداد أبو الحسن علي بن أحمد بن الدامغاني، وقاضي دمشق أبو سعد بن أبي عصرون، وأبو منصور عبد الله وإبراهيم ابنا محمد بن حمديه، وأبو محمد بن شدقيني،[4] وعبد الرحمن بن سعود القصري، والعلامة مجير الدين محمود الواسطي، وعبد الخالق بن هبة الله، والقاضي عبيد الله بن محمد الساوي، وعبد الرحمن بن ملاح الشط، وعبد الله بن أبي بكر بن الطويلة، وعلي بن عمر الحربي الواعظ، وعبد الله بن أبي المجد الحربي، وهبة الله بن الحسن السبط، وعلي بن محمد الأنباري، وعبد الله بن نصر بن مزروع، وعبد الرحمن بن أحمد العمري، والحسن بن أشنانة، وعبد الله بن محمد بن عليان، ولاحق بن قندرة، وفاطمة بنت سعد الخير، وعمر بن جريرة القطان، والمبارك بن مختار السبتي، وعبد الله بن عبد الرحمن البقلي، وحنبل بن عبد الله المكبر، وأبو الفتح المندائي، والحسين بن أبي نصر بن القارص، وأبو أحمد عبد الوهاب بن سكينة، وعمر بن طبرزد، وآخرون.[5]
- منزلته عند أهل الحديث: قال السمعاني: شيخ، ثقة، دين، صحيح السماع، واسع الرواية، تفرد وازدحموا عليه، وحدثني عنه معمر بن الفاخر، وأبو القاسم ابن عساكر، وعدة، وكانوا يصفونه بالسداد والأمانة والخيرية. وقال ابن الجوزي: كان ثقة.[5] وقال الذهبي: الشيخ الجليل، المسند، الصدوق، مسند الآفاق.[1]